# Для Еллен
Для Еллен — американський драматичний фільм 2012 сценариста, продюсера та режисера Со Йонг Кіма. Головну роль зіграв Пол Дано, який також виступив виконавчим продюсером.

## Сюжет
Головний герой картини - мріє про славу рок-музикант, людина, що володіє покладеними його статусу татуюваннями, недоглянутою зачіскою і головою, що завжди витає в хмарах. Джобі (Пол Дано) ніколи не був батьком, яким ми собі його уявляємо, і ось тепер настав момент, коли він повинен і на папері відмовитися від цього статусу, підписавши документи про розлучення.
Проте, зіткнувшись з тим фактом, що ось-ось позбутися своєї шестирічної доньки Еллен, чоловік раптом усвідомлює, що не готовий втратити частину себе. Він вирішує використати свій останній шанс боротися за загальну опіку над своєю дитиною.

## У ролях
- Пол Дано — Джобі Тейлор
- Джон Хедер — Фред Батлер
- Shaylena Mandigo — Еллен Тейлор
- Jena Malone as Susan
- Марґарита Левієва — Клер Тейлор
- Дакота Джонсон — Сінді Тейлор
- Alex Mauriello as Lisa

## Реліз
Прем'єра фільму відбулась на Кінофестивалі Санденс 21 сісня 2012 року перед показом на Берлінському кінофестивалі 12 лютого 2012 року. Обмежений реліз в США відбувся 5 вересня 2012 а загальний VOD 19 вересня 2012 року.

## Реакція критиків
Фільм отримав 66 % рейтингу Rotten Tomatoes, на основі 35 відгуків із середнім рейтингом 6.2/10.
Роджер Еберт з Chicago Sun-Times, який дав фільму три з половиною бали, з чотирьох можливих, похвалив роботу Пола Дано, і написав, «Ця робота, на відміну від усього що робив Пол дано, має в собі якусь мужність».